# 이득
이득(利得,gain)은 전자 공학에서 증폭기와 같은 전기 회로가 신호나 출력을 증폭하는 비율이다. 대개의 경우 전기 회로의 입력 신호 대비 출력 신호의 비의 로그 값으로 나타낸다.
이득은 전기 신호의 증폭 뿐 아니라 전압, 전류, 전력 등의 증폭에도 적용된다. 또한, 이득은 센서의 측정 방식에 따라 다른 값이 될 수도 있다. 이 때문에 이득을 표기할 때에는 보통 측정 조건을 함께 명시한다.

## 로그 계산과 표기

### 전력 이득
전력 이득을 데시벨로 계산하는 방법은 다음과 같다. 데시벨의 단위는 dB를 사용한다.
{\displaystyle Gain=10\log \left({\frac {P_{out}}{P_{in}}}\right)\ \mathrm {dB} }
Pin는 입력 전력을, Pout은 출력 전력을 뜻한다.
이득의 계산은 상용로그 대신 자연 로그를 사용할 수도 있다. 이 경우 네퍼(Np)를 단위로 사용한다.

### 전압 이득
전압 증가치를 이용하여 전력 이득을 계산할 때에는 줄의 법칙(P=V 2/R)을 이용한다. 계산 식은 다음과 같다.
{\displaystyle Gain=10\log {\frac {({\frac {{V_{out}}^{2}}{R_{out}}})}{({\frac {{V_{in}}^{2}}{R_{in}}})}}\ \mathrm {dB} }
많은 경우 입력과 출력의 임피던스가 같기 때문에 아래와 같이 간단히 나타낼 수도 있다.
{\displaystyle Gain=10\log \left({\frac {V_{out}}{V_{in}}}\right)^{2}\ \mathrm {dB} }
따라서:
{\displaystyle Gain=20\log \left({\frac {V_{out}}{V_{in}}}\right)\ \mathrm {dB} }
이 식은 입출력 임피던스가 같은 경우 전압만으로 이득을 계산할 때 이용된다.

### 전류 이득
같은 방법으로 줄의 법칙(P=I 2R)에 따라 전류 증가치를 측정하여 전력 이득을 계산할 수 있다.
{\displaystyle Gain=10\log {\left({\frac {{I_{out}}^{2}R_{out}}{{I_{in}}^{2}R_{in}}}\right)}\ \mathrm {dB} }
입출력 임피던스가 같은 경우 다음과 같이 간단히 할 수 있다.
{\displaystyle Gain=10\log \left({\frac {I_{out}}{I_{in}}}\right)^{2}\ \mathrm {dB} }
따라서:
{\displaystyle Gain=20\log \left({\frac {I_{out}}{I_{in}}}\right)\ \mathrm {dB} }
이 식은 입출력 임피던스가 같은 경우 전류만으로 이득을 계산할 때 이용된다.

### 예제
- 문:  입력 임피던스가 50 옴이고 50 옴의 부하가 걸린 증폭기가 있다. 입력 전압({\displaystyle V_{in}})이 1 볼트이고 출력 전압({\displaystyle V_{out}})이 10 볼트라면 전압 이득과 전력 이득은 얼마인가?
- 답:
  - 전압 이득

{\displaystyle {\frac {V_{out}}{V_{in}}}={\frac {10}{1}}=10\ \mathrm {V/V} .}
계산된 전압 이득을 이용하여 P = V2/R에 대입하면 전력 이득을 구할 수 있다.
{\displaystyle {\frac {V_{out}^{2}/50}{V_{in}^{2}/50}}={\frac {V_{out}^{2}}{V_{in}^{2}}}={\frac {10^{2}}{1^{2}}}=100\ \mathrm {W/W} .}
이를 데시벨로 환산하면 다음과 같다.
{\displaystyle G_{dB}=10\log G_{W/W}=10\log 100=10\times 2=20\ \mathrm {dB} .}
입출력 전압과 임피던스가 같을 경우 1의 이득(0 dB)이라 하고 "단위 이득"이라 한다.

## 같이 보기
- 증폭 회로
- 증폭기
- 트랜지스터